# Sto lat
Sto lat – tradycyjna polska piosenka śpiewana z okazji składania życzeń. Autor słów, jak i melodii, a także pochodzenie nie są ustalone.

## Użycie
Piosenka, której odpowiedniki w języku angielskim stanowią „Happy Birthday to You” i „For He's a Jolly Good Fellow”, jest śpiewana zarówno przy bardzo nieformalnych okazjach, zwykle urodzinach czy imieninach, ale często bywa intonowana w bardziej formalnych okolicznościach, po prostu jako forma serdecznych życzeń, niekoniecznie związana z długowiecznością. „Sto lat” było śpiewane zarówno podczas inauguracji prezydenta Lecha Kaczyńskiego jak i podczas wizyty papieża Jana Pawła II. Przy publicznych uroczystościach „Sto lat” bywa wykonywane przez orkiestrę (wojskową, policyjną czy strażacką) lub zespół muzyczny.
Mimo że obecnie piosenka ta ma całkowicie świecki charakter, jej przesłanie jest podobne do ukraińskiej „Mnogaja lita”, która jest wersją bizantyńskiego hymnu liturgicznego.
Utwór ten posiada wiele interpretacji. Jedną z nich jest: Sto lat, Sto lat, Sto lat, Sto lat niechaj żyją nam, prezentuje się ona pod melodią pieśni Za górami, za lasami.
Często, szczególnie poza dziecięcymi przyjęciami, ze względu na odniesienie do spożywania napojów alkoholowych, po Sto lat, jest śpiewany utwór Niech im gwiazdka pomyślności.
Piosenka, z racji prostej melodii, bywa wykonywana ponadto przez początkujących muzyków jako pierwszy samodzielny utwór, podobnie jak Wlazł kotek na płotek.

## Słowa
Sto lat, sto lat,

Niech żyje, żyje nam.

Sto lat, sto lat,

Niech żyje, żyje nam,

Jeszcze raz, jeszcze raz, niech żyje, żyje nam,

Niech żyje nam!

## Użycie jako zwrot
Poza piosenką, jest także w użyciu sam zwrot „Sto lat!”, używany przy życzeniach długowieczności, jak i ogólnych życzeniach wszystkiego najlepszego, szczęścia itp. Używany także jako toast.
Innym zastosowaniem tego zwrotu jest zwyczajowa odzywka na czyjeś kichnięcie – podobnie jak „Na zdrowie!”.

## Konotacje w kulturze
Piosenka śpiewana jest w szeregu polskich filmów, m.in. w Rejsie z 1970 w reżyserii Marka Piwowskiego.